# Drapeau du Bade-Wurtemberg
Le drapeau du Bade-Wurtemberg est adopté le 29 septembre 1954, au format 3:5, après la fusion des Länder institués par les Alliés après la Seconde Guerre mondiale, le Land de Wurtemberg-Bade, le Land de Bade et le Land de Wurtemberg-Hohenzollern. Le drapeau est adopté deux ans après la création en 1952 du Land de Bade-Wurtemberg. Il représente deux bandes horizontales noire, sur la partie supérieure, et or, sur la partie inférieure. Le drapeau doit être arboré par les bâtiments officiels basés sur un décret fédéral et pendant les élections.
Il existe deux autres drapeaux dit d'État, un avec des petites armoiries et un avec des grandes armoiries, ce dernier ayant été modifié en novembre 2020. L'utilisation de ces deux drapeaux est réglementée et passible d'une amende s'ils sont utilisés illégalement.

## Historique
Peu de temps après la Seconde Guerre mondiale, les Alliés se partagent l'Allemagne et est divisée en deux, l'Allemagne de l'Ouest et l'Allemagne de l'Est ; c'est la guerre froide. L'Allemagne de l'Ouest est subdivisée en plusieurs Länder dont ceux de Wurtemberg-Bade, de Bade et de Wurtemberg-Hohenzollern. Ces trois derniers fusionnent après un référendum en 1952 pour ne former qu'un seul et unique Land, celui de Bade-Wurtemberg. Pour ce faire, le Land de Bade-Wurtemberg a besoin d'un drapeau. Le 29 septembre 1954, le drapeau est adopté au format 3:5 pour une utilisation en tant que drapeau civil et de pavillon marchand. Entre la fusion des Länder et l'adoption du drapeau, il n'y avait pas de drapeau officiel.

## Description
Le 11 novembre 1953, dans le premier paragraphe de l'article 24 de la Constitution du Land de Bade-Wurtemberg, il est promulgué que les couleurs du Land sont le noire et l'or,. Le noir représente les régions du Wurtemberg, dont le drapeau est composé de deux bandes horizontales noire, sur la partie supérieure, et rouge, sur la partie inférieure ; l'or représente les régions de Baden, dont le drapeau est composé de trois bandes horizontales rouge, sur la partie médiane, et or, sur les parties inférieure et supérieure.

Drapeau du Wurtemberg
Drapeau du Bade

Le drapeau est composé de deux bandes horizontales noire, sur la partie supérieure, et or, sur la partie inférieure, qui est donc l'héritage des drapeaux du Wurtemberg et de Baden.

### Les drapeaux d'État
Il existe deux variantes du drapeau d'État : avec petites armoiries et avec grandes armoiries. Ils sont décrits et réglementés par l'ordonnance du gouvernement du Land sur l'utilisation des armoiries du Land du 2 août 1954,. Les petites et les grandes armoiries représentent l'unité et la diversité du Land, rappelant l'histoire et les origines de ce dernier. C'est le graphiste allemand Fritz Meinhard qui dessine les blasons, les armories originelles sont conservées aux Archives principales de l'État de Stuttgart.
Le drapeau d'État représente les armoiries, grandes ou petites, centrées sur le drapeau du Land. L'ancien drapeau représentant les grandes armoiries n'était pas garni des porte-boucliers. Ce changement sur le drapeau a lieu le 14 novembre 2020.

Drapeau d'État du Bade-Wurtemberg avec les grandes armoiries (avant le 14 novembre 2020)

#### Les armoiries
Les armoiries présentent sur les drapeaux d'État sont à analyser séparément. Les petites armoiries ont été adoptées en 1954 et outre les lions de Souabe, on remarque une couronne à cinq pointes feuillues qui est également nommée en allemand la Volkskrone, soit la couronne du peuple,. Pour les anciennes grandes armoiries, la couronne disparait pour laisser place à six boucliers représentant les armoiries de six régions historiques du Bade-Wurtemberg. Bien que les grandes armoiries aient été remplacées par des nouvelles en novembre 2020, les anciennes sont toujours utilisées de manière non officielle sur certains bâtiments gouvernementaux du Land.

Bouclier crêté par une couronne feuillue dorée (ou jaune), désignée comme la « couronne du peuple »
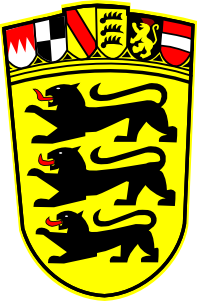
Les anciennes grandes armoiries

Les boucliers, en réalité les armes, représentés sur l'ancien et le nouveau drapeau d'État des grandes armoiries représentent six régions historiques aux origines du Land actuel. De gauche à droite, les armes représentent : la Franconie, Hohenzollern, Bade, Wurtemberg, le Palatinat et le margraviat d'Autriche ; les deux écus centraux sont plus grands que les quatre autres et représentent Bade et Wurtemberg. Sur le nouveau drapeau avec les grandes armoiries, des porte-boucliers soutiennent le blason, un cerf et un griffon. Le socle sur lequel reposent les éléments reprend les couleurs et les dispositions du drapeau du Bade-Wurtemberg,.

Les grandes armoiries en vigueur depuis le 14 novembre 2020

Les animaux représentés sur ces armoiries sont des symboles du Land et des régions historiques du Land. Les trois lions représentés en colonne sur le blason des deux armoiries représentent la région historique de Souabe tandis que le cerf sur les grandes armoiries représente le Wurtemberg et le griffon le Bade,.

## Réglementation et utilisation
Il existe trois réglementations sur l'utilisation des drapeaux, tant du Land que d'État. La première réglementation est inscrite dans la Constitution du Land, la Verfassung des Landes Baden-Württemberg, datant du 11 novembre 1953 et stipulant que les couleurs de Land sont le noir et l'or et que les armoiries seront déterminées par une loi. La couleur or peut cependant varier vers un jaune.
La seconde réglementation concerne donc la loi portant sur les armories à la date du 3 mai 1954. Cette loi, entrée en vigueur le 21 mai 1954, détermine les petites armoiries et les grandes armoiries (les anciennes, utilisées jusqu'au 14 novembre 2020).
Enfin, un règlement gouvernemental du Land du 2 août 1954 définit l'utilisation (par qui, où et comment) des drapeaux aux armoiries. Celui avec les grandes armoiries peut être utilisé par le gouvernement, le Premier ministre, les ministères, le représentant auprès du gouvernement fédéral, les cours supérieures de justice, le bureau des comptes et les gouvernements de district tandis que les petites armoiries sont utilisées par les autres agences gouvernementales, les notaires de l'État et sur le sceau fiscal des plaques d'immatriculation du Bade-Wurtemberg. L'utilisation en dehors de ces exercices est passible d'une amende.

Il existe également trois autres drapeaux pouvant être utilisés ; les drapeaux verticaux dit aussi les bannières. Il en existe trois représentant le drapeau civil du Bade-Wurtemberg (celui sans armoiries), le drapeau d'État avec les petites armoiries et le drapeau d'État avec les anciennes grandes armoiries. Le format n'est pas spécialement réglementé et utilise une proportion 5:2 comme c'est le cas pour la majorité des drapeaux verticaux utilisés en Allemagne. Lors de cette utilisation, le drapeau est suspendu. La différence entre la bannière et le drapeau suspendu est la façon dont ce dernier est attaché ; le drapeau suspendu est accroché à l'aide de corde par les coins supérieurs à une hampe alors que la bannière est accrochée à l'aide de corde par les coins supérieurs à une hampe elle-même reliée à un poteau.

Le drapeau vertical civil
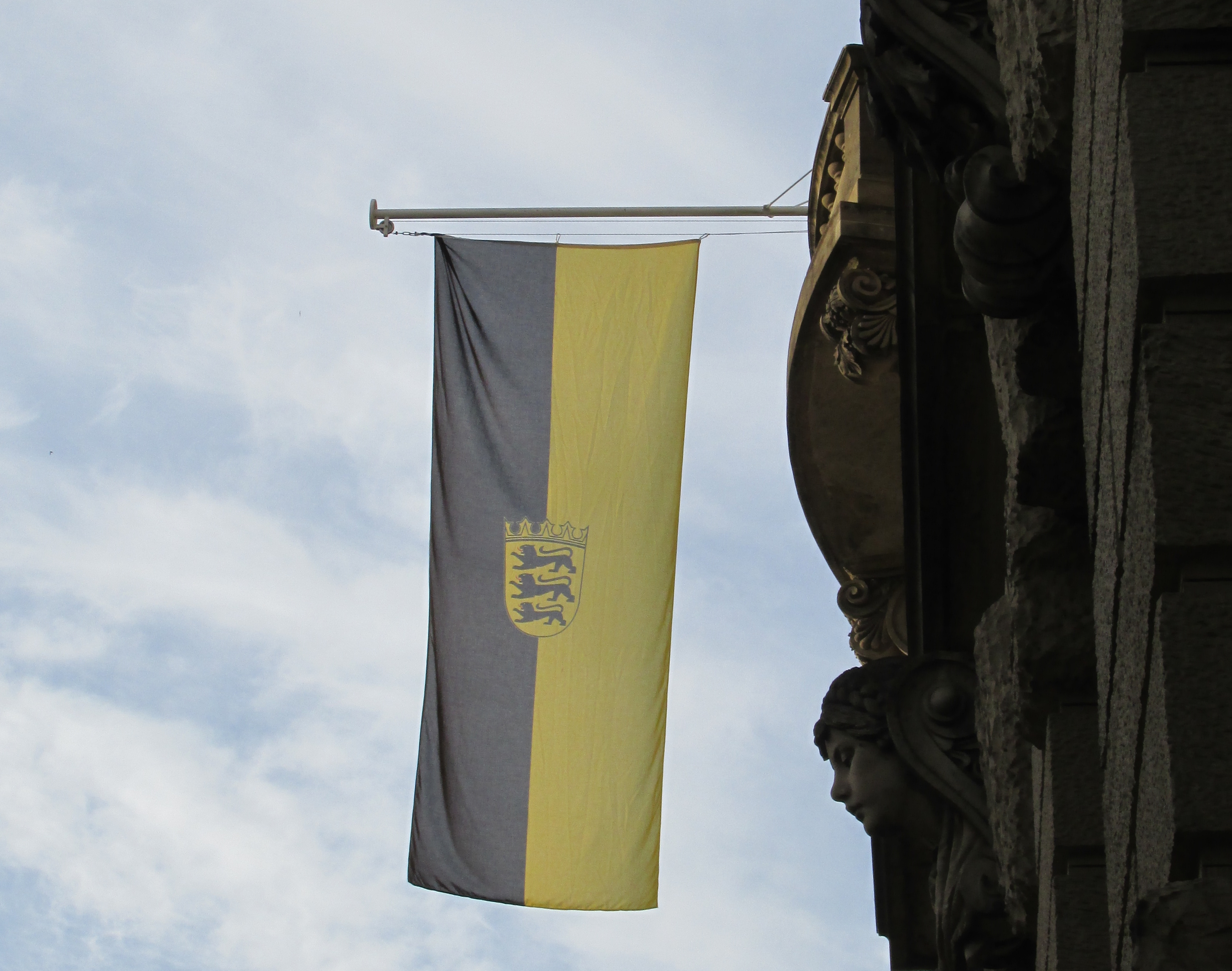
Le drapeau vertical d'État avec les petites armoiries
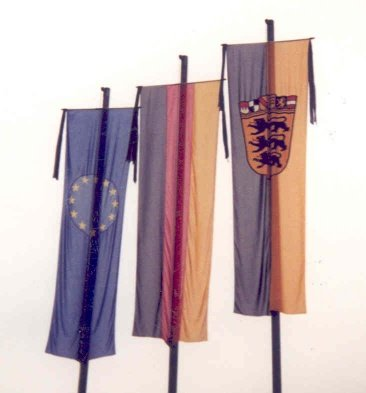
Le drapeau vertical d'État avec les grandes armoiries avec les drapeaux verticaux allemand et européen

Quand le drapeau du Bade-Wurtemberg est utilisé, il est toujours mis en infériorité par rapport aux drapeaux d'instances plus importantes comme le drapeau fédéral allemand ou le drapeau de l'Union européenne.

Les communes de Winnenden, de Rietheim-Weilheim et de Wurmlingen utilisent le drapeau vertical civil avec leur armoiries.

Drapeau vertical de Winnenden
Drapeau vertical de Rietheim-Weilheim
Drapeau vertical de Wurmlingen

Le premier ministre et les autres membres du gouvernement du Land utilisent lors de leurs déplacements un drapeau de voiture de taille réduite de proportion 1:1 de 30 centimètres pour le premier ministre et de 25 centimètres pour les autres membres du gouvernement. C'est la seule utilisation d'un drapeau du Bade-Wurtemberg à être de format carré. Il est utilisé avec les anciennes grandes armoiries. Le drapeau de voiture pour les autorités en dehors du gouvernement du Land est de format différent ; mesurant 18 centimètres sur 25,.
Le 31 octobre 2015, une loi sur la réforme des armoiries est entrée en vigueur ; ce qui fait que les lois et réglementations de 1954 ont expiré. Il est ainsi interdit de porter atteinte à la réputation et à la dignité des armoiries, de les utiliser dans une action souveraine ou dans une action commerciale. L'utilisation des héraldiques a été ouverte aux médias, à l'enseignement, aux projets culturels et dans le cadre d'un financement du Land.

## Drapeaux similaires
D'autres drapeaux, tous en Europe et en majorité dans l'actuelle Allemagne présentent ou présentaient le même design que le drapeau du Bade-Wurtemberg. En Pologne, le groupe ethnique des Cachoubes utilise un drapeau identique à celui du Land allemand pour représenter la Cachoubie, le même drapeau est utilisé pour représenter la maison de Habsbourg, l'une des maisons ayant représenté le plus de dynasties impériales et souveraines en Europe de 1045 à 1780 ; dans la pratique, la maison est inexistante bien que symboliquement, le drapeau est toujours d'actualité (il représente par après l'Empire autrichien, puis l'Autriche-Hongrie ainsi que le royaume de Lombardie-Vénétie). Le royaume de Saxe à quant à lui a utilisé le drapeau noir et jaune jusqu'en 1815 ; par la suite, ce sont la province de Saxe en Prusse, la province de Saxe-Anhalt ainsi que les duchés de Saxe-Lauenbourg et de Saxe-Cobourg-Gotha qui utilisent ce drapeau. Le Land de Saxe-Anhalt utilise une variante du drapeau sur lequel les couleurs sont inversées : noir en bas et or en haut ; actuellement, le drapeau de ce Land utilise toujours ces couleurs avec la représentation d'armoiries sur le centre du drapeau. La Silésie autrichienne et de canton d'Uri en Suisse ont utilisés la même variante.

Drapeau de la Cachoubie
Drapeau du royaume de Saxe, de la province de Saxe, de la province de Saxe-Anhalt, du duché de Saxe-Lauenbourg et du duché de Saxe-Cobourg-Gotha
Drapeau de la maison des Habsbourg, de l'Empire autrichien, de l'Autriche-Hongrie et du royaume de Lombardie-Vénétie
Drapeau civil du Land de Saxe-Anhalt, de la Silésie autrichienne et du canton d'Uri

Avec des armoiries, les variantes sont encore plus nombreuses, surtout dans le Land. À citer, le drapeau de la ville-arrondissement de Heidelberg, utilisant le drapeau civil du Land et l'héraldique de la ville en son centre ou le drapeau de la ville-arrondissement et capitale du Land, Stuttgart, plaçant lui aussi l'héraldique de la ville au centre du drapeau civil du Land.

Drapeau de Heidelberg
Drapeau de Stuttgart

De nombreuses villes et communes utilisent les couleurs du Land ou les symboles des régions historiques ; parmi elles, certaines utilisent le format du drapeau, aussi bien vertical que horizontal, dans leur héraldique : Eberstadt (utilisant également l'un des symboles du Wurtemberg que l'on retrouve dans l'une des armes des drapeaux d'État à grandes armoiries), Häg-Ehrsberg, Schwörstadt et Mainhardt (utilisant le drapeau vertical avec des symboles par-dessus).

Héraldique d'Eberstadt
Héraldique de Häg-Ehrsberg
Héraldique de Schwörstadt
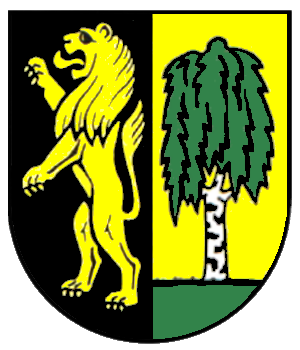
Héraldique de Mainhardt